# Morti nel 1984/Ottobre
| Questa pagina contiene informazioni ricavate automaticamente dalle voci biografiche con l'ausilio del template Bio e di un bot. L'aggiornamento è periodico e automatico e ricostruisce completamente la pagina. Se manca una persona in questa lista, sei pregato di non aggiungerla, ma accertati piuttosto che la sua voce biografica contenga il template Bio e che i dati anagrafici siano correttamente compilati. Se il template Bio manca, inseriscilo tu stesso o, in alternativa, metti l'avviso {{tmp\|Bio}} che ne segnala la mancanza. Se i dati riportati sono sbagliati, correggi direttamente la voce biografica; le modifiche saranno visibili in questa lista entro pochi giorni. Per chiarimenti vedi il progetto biografie. La lista contiene solo le 95 persone che sono citate nell'enciclopedia e per le quali è stato implementato correttamente il template Bio. Pagina aggiornata al 3 mar 2024. |

- 1º ottobre - Walter Alston, giocatore di baseball e allenatore di baseball statunitense (n. 1911)
- 1º ottobre - Angelo Joppi, carabiniere italiano (n. 1904)
- 1º ottobre - Blagoje Marjanović, calciatore e allenatore di calcio jugoslavo (n. 1907)
- 1º ottobre - Hellé Nice, pilota automobilistica e modella francese (n. 1900)
- 1º ottobre - Bernardino Dino Maria Piccinelli, vescovo cattolico italiano (n. 1905)
- 1º ottobre - Imre Senkey, calciatore e allenatore di calcio ungherese (n. 1898)
- 1º ottobre - Joel Townsley Rogers, scrittore statunitense (n. 1896)
- 2 ottobre - Charlie Sien, cestista, allenatore di pallacanestro e arbitro di pallacanestro singaporiano (n. 1910)
- 3 ottobre - Otello Fava, truccatore italiano (n. 1915)
- 3 ottobre - Raymond McKee, attore, musicista e paroliere statunitense (n. 1892)
- 3 ottobre - Nesta Obermer, filantropa, pittrice e drammaturga britannica (n. 1893)
- 3 ottobre - Elkan Tedeev, lottatore sovietico (n. 1937)
- 4 ottobre - Virgil Jacomini, canottiere statunitense (n. 1899)
- 5 ottobre - Leonard Rossiter, attore britannico (n. 1926)
- 5 ottobre - Giovanni Spagnolli, politico italiano (n. 1907)
- 6 ottobre - François Daumas, egittologo francese (n. 1915)
- 6 ottobre - Domenico Grisolia, politico e avvocato italiano (n. 1906)
- 6 ottobre - Giovanni Moioli, presbitero e teologo italiano (n. 1931)
- 6 ottobre - Eliseo Pajaro, compositore filippino (n. 1915)
- 6 ottobre - George Gaylord Simpson, paleontologo statunitense (n. 1902)
- 6 ottobre - André Van De Werve De Vorsselaer, schermidore belga (n. 1908)
- 7 ottobre - Antonio Gabrieli, politico italiano (n. 1902)
- 9 ottobre - Lew Christensen, ballerino, coreografo e direttore artistico statunitense (n. 1909)
- 10 ottobre - Ursula Curtiss, scrittrice statunitense (n. 1923)
- 10 ottobre - Giustino D'Uva, politico italiano (n. 1924)
- 10 ottobre - Marcel Faure, schermidore francese (n. 1905)
- 10 ottobre - Thomas E. Gaddis, biografo statunitense (n. 1908)
- 11 ottobre - Manuel Alonso, tennista spagnolo (n. 1895)
- 11 ottobre - H. Bruce Humberstone, regista statunitense (n. 1901)
- 12 ottobre - Francesco Concetti, politico italiano (n. 1914)
- 13 ottobre - George Kelly, giocatore di baseball statunitense (n. 1895)
- 13 ottobre - Josef Suchý, calciatore cecoslovacco (n. 1905)
- 14 ottobre - Aroldo Bellini, scultore italiano (n. 1902)
- 14 ottobre - Frederic Chapin Lane, storico statunitense (n. 1900)
- 14 ottobre - Nino Piccinelli, compositore, scrittore e giornalista italiano (n. 1898)
- 14 ottobre - Germana Pozzi Montandon, entomologa italiana (n. 1900)
- 14 ottobre - Martin Ryle, astronomo britannico (n. 1918)
- 14 ottobre - István Salusinszky, funzionario, manager e diplomatico ungherese (n. 1918)
- 15 ottobre - Paolo Marella, cardinale e arcivescovo cattolico italiano (n. 1895)
- 15 ottobre - Otto Novák, calciatore cecoslovacco (n. 1902)
- 15 ottobre - Arturo Rognoni, imprenditore e politico italiano (n. 1897)
- 15 ottobre - Arnold Štauvers, calciatore lettone (n. 1908)
- 16 ottobre - Peggy Ann Garner, attrice statunitense (n. 1932)
- 16 ottobre - Tino Scotti, attore e comico italiano (n. 1905)
- 16 ottobre - Alejandro Urgellés, cestista cubano (n. 1951)
- 17 ottobre - Alberta Hunter, cantante statunitense (n. 1895)
- 18 ottobre - Jon-Erik Hexum, attore e modello statunitense (n. 1957)
- 18 ottobre - Joe Sotak, cestista statunitense (n. 1914)
- 18 ottobre - Giuseppe Tacca, ciclista su strada italiano (n. 1917)
- 19 ottobre - Henri Michaux, scrittore, poeta e pittore belga (n. 1899)
- 19 ottobre - Buddy Moss, musicista, cantante e cantautore statunitense (n. 1914)
- 19 ottobre - Jerzy Popiełuszko, presbitero polacco (n. 1947)
- 20 ottobre - Carl Ferdinand Cori, biochimico ceco (n. 1896)
- 20 ottobre - Paul Dirac, fisico britannico (n. 1902)
- 20 ottobre - Tina Hedström, attrice svedese (n. 1942)
- 20 ottobre - Budd Johnson, sassofonista, clarinettista e arrangiatore statunitense (n. 1910)
- 20 ottobre - Pierre Kast, regista cinematografico e sceneggiatore francese (n. 1920)
- 20 ottobre - Boris Nikitin, nuotatore sovietico (n. 1938)
- 20 ottobre - Serafino Romani, allenatore di calcio e calciatore italiano (n. 1921)
- 21 ottobre - Leonardo Cortese, attore, regista e critico teatrale italiano (n. 1916)
- 21 ottobre - Maurice Henry, poeta e pittore francese (n. 1907)
- 21 ottobre - Lee See-dong, calciatore sudcoreano (n. 1921)
- 21 ottobre - François Truffaut, regista, sceneggiatore e produttore cinematografico francese (n. 1932)
- 22 ottobre - Plinio Clabassi, basso italiano (n. 1920)
- 22 ottobre - Hermann Hartmann, chimico tedesco (n. 1914)
- 22 ottobre - Piet Hein Hoebens, giornalista olandese (n. 1948)
- 23 ottobre - Gino Baratta, critico d'arte e critico letterario italiano (n. 1932)
- 23 ottobre - Marcel Brion, scrittore, critico letterario e storico dell'arte francese (n. 1895)
- 23 ottobre - Millard Caldwell, politico statunitense (n. 1897)
- 23 ottobre - Oskar Werner, attore austriaco (n. 1922)
- 24 ottobre - Edith Massey, attrice e cantante statunitense (n. 1918)
- 24 ottobre - Gianni Mazzocchi, editore italiano (n. 1906)
- 24 ottobre - Nicola Pieri, calciatore italiano (n. 1916)
- 24 ottobre - Franco Ponti, architetto svizzero (n. 1921)
- 24 ottobre - Walter Woolf King, attore e cantante statunitense (n. 1899)
- 25 ottobre - René Lorain, velocista francese (n. 1900)
- 25 ottobre - Pascale Ogier, attrice francese (n. 1958)
- 25 ottobre - Håkan Serner, attore svedese (n. 1933)
- 26 ottobre - Mark Kac, matematico e statistico polacco (n. 1914)
- 27 ottobre - Larry Foust, cestista statunitense (n. 1928)
- 27 ottobre - Carlos Gringa, calciatore uruguaiano (n. 1912)
- 27 ottobre - Bruno Sargentini, politico italiano (n. 1910)
- 28 ottobre - Carlo Dibiasi, tuffatore italiano (n. 1909)
- 28 ottobre - Alberto Giovannini, giornalista e scrittore italiano (n. 1912)
- 28 ottobre - Albino Lucatello, pittore italiano (n. 1927)
- 28 ottobre - Knut Nordahl, calciatore svedese (n. 1920)
- 29 ottobre - Jacques Adnet, pittore, architetto e designer francese (n. 1900)
- 29 ottobre - Luigi Ferrero, allenatore di calcio e calciatore italiano (n. 1904)
- 30 ottobre - William D'Amico, bobbista statunitense (n. 1910)
- 30 ottobre - June Duprez, attrice britannica (n. 1918)
- 30 ottobre - Carlo Infascelli, produttore cinematografico, regista e sceneggiatore italiano (n. 1913)
- 30 ottobre - Franco Nebbia, musicista, conduttore radiofonico e attore italiano (n. 1927)
- 31 ottobre - John Collier, ostacolista statunitense (n. 1907)
- 31 ottobre - Eduardo De Filippo, drammaturgo, attore e regista italiano (n. 1900)
- 31 ottobre - Indira Gandhi, politica indiana (n. 1917)